# Emil Holub
Emil Holub (Holice, 1847. október 7. – Bécs, 1902. február 21.) cseh orvos, utazó, Afrika-felfedező, író, térképész, néprajzi gyűjtő.

## Gyermekkor, tanulmányok

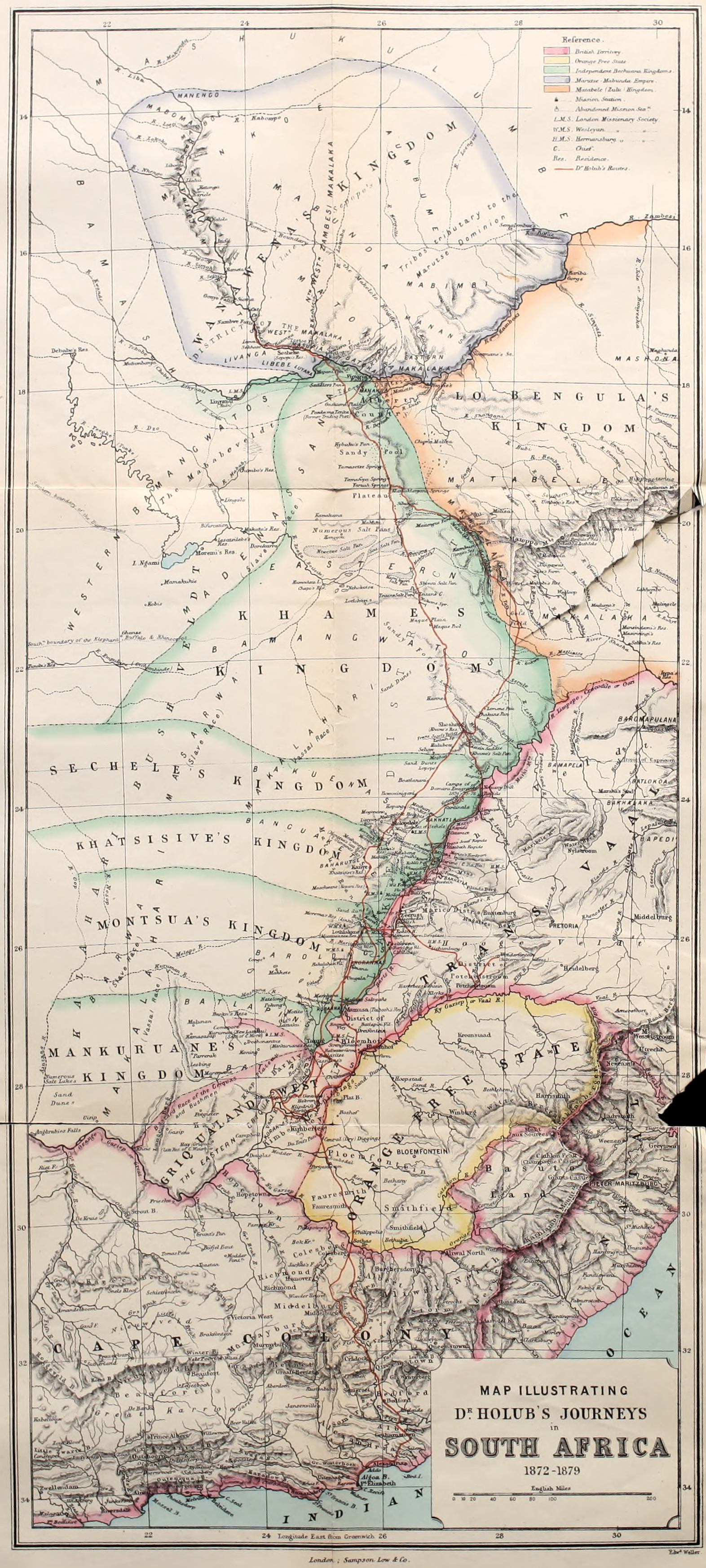
Holub 1872–1879-ig tartó afrikai tartózkodásának és expedícióinak útvonala

A Pardubice melletti cseh városkában, Holicében született. Apja, František Holub városi orvos volt, édesanyja, a német származású Anna Ebert (meghalt: 1888). Emil még csak 10 éves volt, amikor a család az Ohře (németül: Eger) folyó partján fekvő Pátek nad Ohříba (ma Peruc községhez tartozik) költözött. Már ekkor megmutatkozott természetszeretete, gyógynövényeket termesztett, ásványokat, rovarokat gyűjtött, járta a vidéket, halászott. Prága Kleinseite kerületében 1858-ban kezdte el a gimnáziumot, majd 1859-ben az ugyancsak Eger-parti Žatec (németül: Saaz) gimnáziumában folytatta (ez időben itt német nyelven folyt az oktatás). 1866-tól a prágai Károly Egyetem orvosi karán tanult. Gyűjteményeit itt is, és az Eger partján is folyamatosan bővítette, tanulmányozta a természetet. Egyre inkább az anatómia, a geológia, az ásványtan és a régészet felé fordult érdeklődése, olyannyira, hogy tagja lett a Cseh Múzeum régészeti részlegének. Életre szóló barátságot kötött Vojtěch Náprstekkel, akinek gyűjteményében kutakodva (1874-ben ő alapította gyűjteményeiből a prágai – később Náprstek – Múzeumot) Livingstone naplói mély benyomást gyakoroltak rá. Példaképéül választotta a hittérítőt, és életcélját a földrajzi felfedező utazásokban találta meg, az orvosi hivatást is e cél eléréséhez találta jó eszköznek, ezért – és természetesen atyját követve – választotta. 1872-ben nyerte el orvosi diplomáját.

## Első útja (1873. február–1873. április)
1872. május 18-án indult el, tudós barátja, Náprstek anyagi segítségével Dél-Afrikába. Southamptonból a Fokföldre hajózott a Briton nevű hajón. A 36 napig tartó hajóút – leírása szerint – 30 napon keresztül viharban zajlott, és közben négy hétig „vérhas fertőzéssel” is küzdött. Kikötés után a hajó két napig Fokvárosban tartózkodott, majd a Jóreménység fokát keletre megkerülve, az Algoa öbölben horgonyzott le véglegesen, a gyarmat második legnagyobb városában, a brit alapítású Port Elizabethben. Megélhetéséhez orvosi gyakorlatot kezdett folytatni. Adler osztrák–magyar konzul segítségével – aki bemutatta a helyi közösségnek – néhány betege lett, így a kikötéskor a fegyverei megvámolása miatt jórészt elvesztett pénzből (10 shillingje maradt) valamennyit visszanyert. Négy hétig tartózkodott itt, csomagjait is be kellett várnia. Ezután indult Afrika belseje felé, a 450 km távolságban fekvő Fauresmithbe. Négy ló vontatta „kétkerekű talyigán” 11 óra alatt ért el éjszaka Grahamstownba (ma Makhanda), mely ez időben Fokföld harmadik legnagyobb városa volt. Reggel már folytatták is útjukat, ekkor azonban már egy kényelmes amerikai csézán. Két nap alatt a 180 km-re lévő Cradockot, újabb két nap alatt Colesberget érték el. Innen lóháton két óra alatt a Fokföld és Oranje Szabadállam határához, az Oranje folyóhoz jutottak. Majd – ahogy írja – „tengelyen” (postakocsin) mentek tovább Fauresmithbe, de itt nem telepedhetett le, mert vendéglátójának barátja, aki helyi orvos volt, nem nézte jó szemmel. Így a gyémántmezőket ajánlották neki. Hermann Michaelis, az osztrák konzul által segítségül Holub mellé közvetített tolmács végig vele maradt, és elkísérte a Kimberley gyémántmezőkig.
Kimberleyhez közel, az akkori Dutoitspanban (Du Toit's Pan) (később Kimberley Beaconsfield elnevezésű külvárosában) orvosi rendelőt nyitott, kölcsönből előbb sátorszerű kéthelyiséges „lakást” alakított ki, majd a város házai mellett berendezte végleges bérelt telephelyét (később innen Bultfonteinbe költözött). Pacientúráját német és holland telepesek adták. Az első hétéves afrikai tartózkodása alatt (1872–1879) magánpraxist folytatott.
Megfelelő anyagi fedezet gyűjtése (40 ezer gulden) után innen indult első útjára, 1873 februárjában kezdte meg három fehér emberrel (köztük a thüringiai Friedrich Eberwalddal, aki később is kísérte), kétkerekű kocsin, 5 lóval és 5 kutyával Dél-Afrika belseje felé, a becsuánok földjére és Transvaalba. Ezt az utat akklimatizációs céllal tette, nem is ment az ismert területeken kívül. Elérték a Vaal folyót Hebrontól szegélyező barlangokat és a Pniel nevű, berlini misszió-állomást egy kis koránná falu mellett. Itt a misszió munkája eredménytelen volt, a falu lehangoló képet mutatott az általánosan elterjedt alkoholizmus miatt. A Vaal folyón átkelve elérte a Baralong (Bantu) földön található lekatlongi kraalt a Pokone-hegy nyugati lejtőjén, a Mitzima kraal felé vette útját, majd Springbokfonteinig továbbhaladva Gassibone fejedelem területére jutottak. „Ekkor Gassibone a batlapin törzs Szinn nevű tartományának független fejedelme volt, két évvel később a Transvaal köztársaságnak meghódolt, mióta az angolokhoz csatlakozott, angol alattvaló lett, s neve Moréna Botlazitse Gassibone lett.” Átjutott a Pokone-hegységen, meglátogatta a Wonderfontein-barlangokat és Monomotapa romjait. Útvonala tehát elsősorban a Vaal folyó mentén, Wonderfonteinig, Potchefstroomon túl vezetett. (Felfedezte a hatalmas Wonderfontein-barlangot, és nyolc évvel később publikálta ennek első részletes leírását). Wonderfonteinban elérte első útja célját, visszafelé Bloemhofig a régi útvonalon, onnan új útirányon át Dutoitspanba tértek vissza. Ezen út során mintegy 30 csontvázat, 1500 növényt, 3000 rovart, 300 fajta sziklatöredéket és ásványi anyagot, három láda emlős- és madárbőrt, több halat és etnológiai anyagot gyűjtött össze. Két hónapos útja gazdag néprajzi és tárgyi gyűjteményéből 20 ládányit Prágába küldött Náprsteknek, ahol ő Otakar Nickerl segítségével 1874 novemberében az óvárosi városházán kiállítást rendezett belőle. A kiállítás jövedelme teremtette meg Holub számára a következő felfedező út anyagi fedezetét.

## Második útja (1873. november–1874. április)
1873. november 3-án indult el második belső-afrikai útjára három európai és egy grikva szolga kíséretében. A tlhaping (batlhaping) törzsi Taungba tett látogatás után körülbelül a mai Vryburg és Mahikeng útvonalát követve Molelopolén át legészakabbra, Shoshongig jutott el 1874. január 8-án. Mint írta: „Minthogy élelmiszereim nagyon megcsappantak, s nem volt pénzem pótlásukra, nem terjeszthettem messzebbre északnak utazásomat”. Február végén és márciusban több ízben találkozott Szekhomo királlyal, Khama király apjával. Ekkor tehát a Kalahári sivatag és a Kalahári-medencétől északra fekvő Ngami-tó környékéig ért el, s a bamangvatok (Mangwato, Ngwato, Bamangwato, Bangwato, Ngwatu) földjén eljutott Shoshongig, Khama király székhelyéig (a mai Mahalapyétől nyugatra.) Öt hónapig volt úton, és 1874. április 7-én nagy, összesen 32 ládányi természettudományi és antropológiai-etnográfiai gyűjteménnyel tért vissza Dutoitspanba. Utazásai során nemcsak feljegyzéseket, rajzvázlatokat, hanem akvarell festményeket is készített. Főként etnográfiai jellegű gyűjtött tárgyaiból kiállítást rendezett Kimberleyben és Hopetownban is.

## Harmadik útja (1875. március–1876. november)

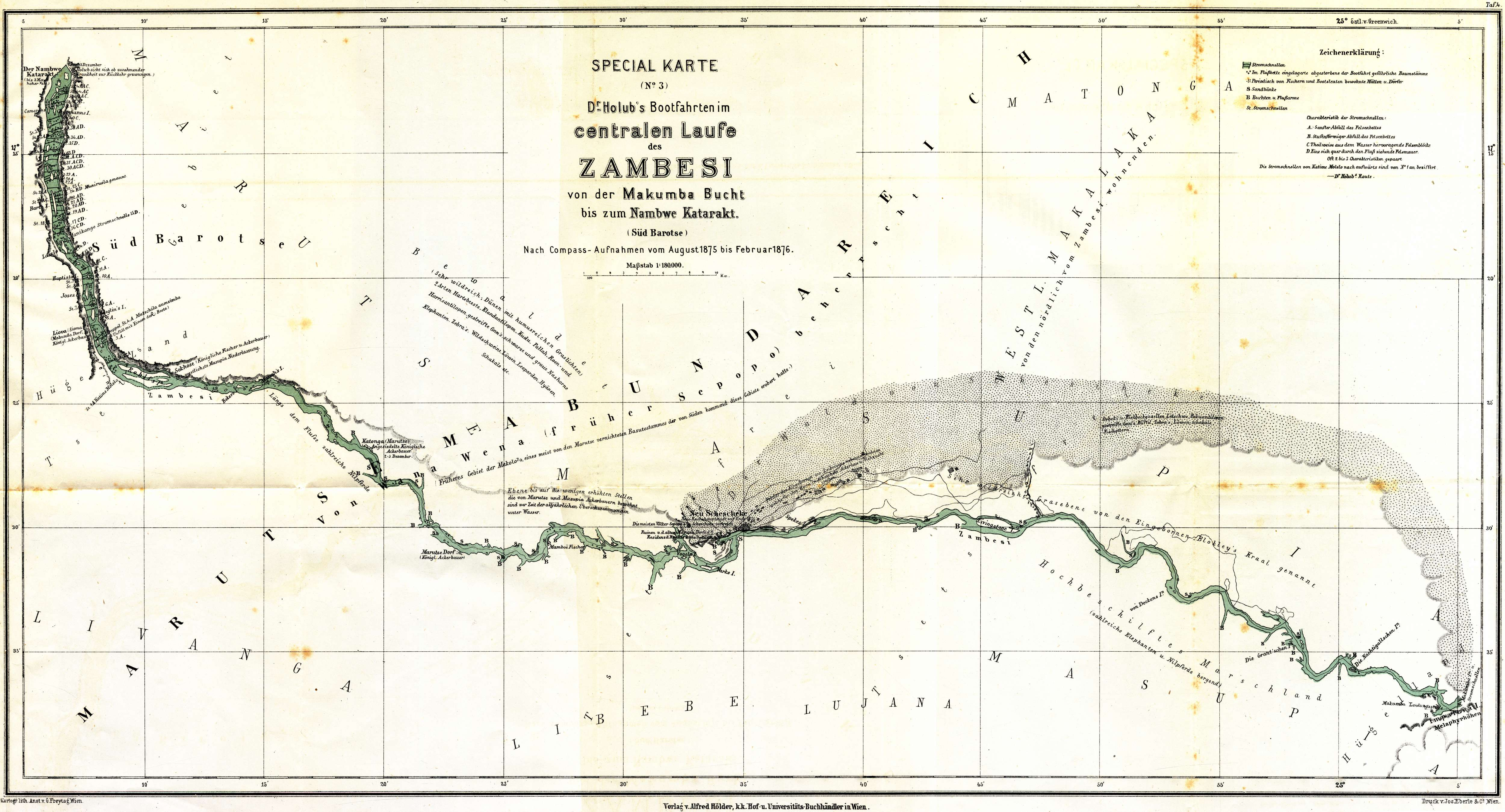
Holub hajóútja a Zambezin a Nambwe sellőig. 1875/1876

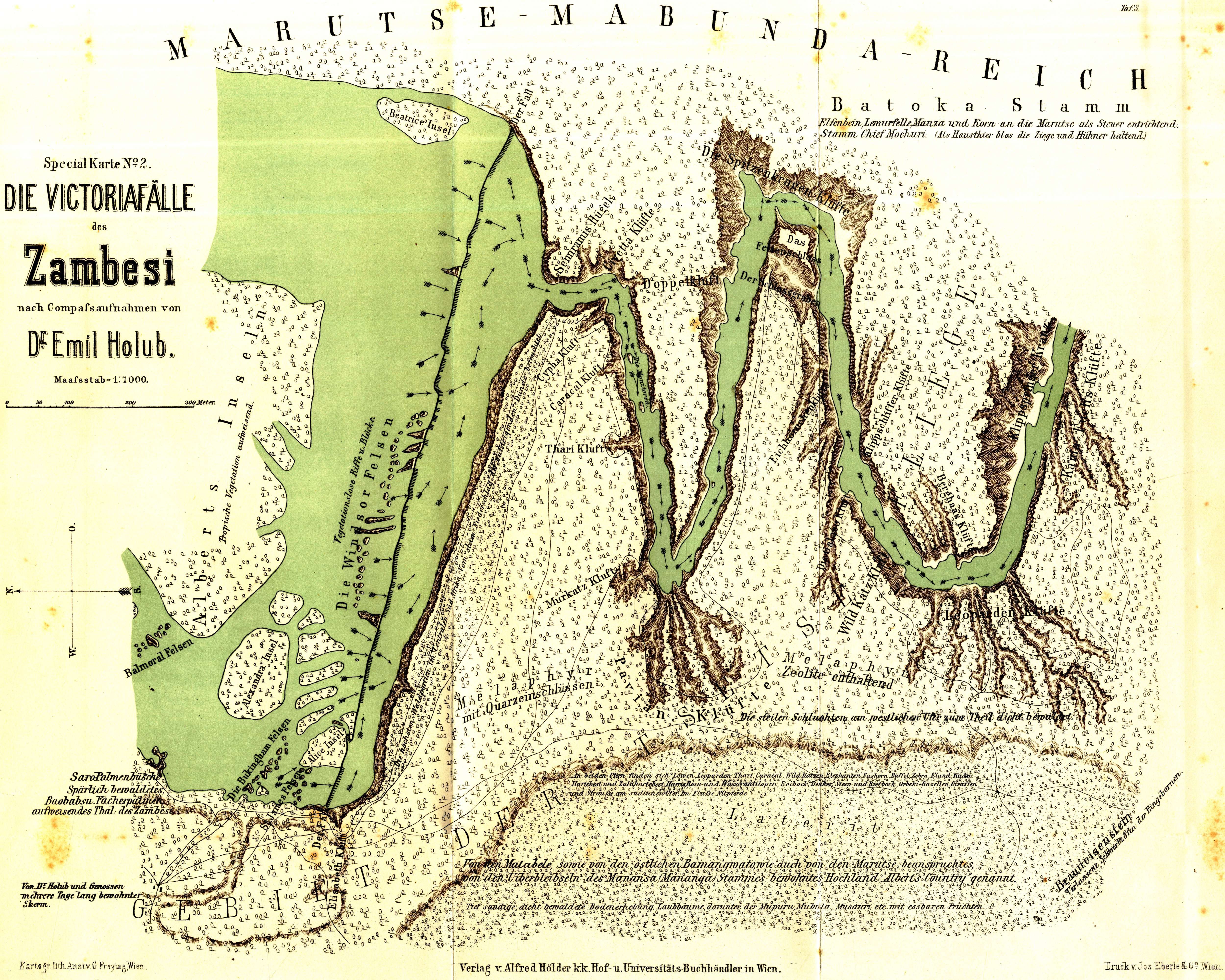
Holub térképe a Viktória vízesésről, keleti tájolásban

Harmadik expedíciójára 1875 márciusára gyűjtötte össze keresetéből az anyagi fedezetet. Március 2-án indult el leghosszabb, 21 hónapig tartó útjára, a földrajzi tekintetben különösen érdekes tómedencék területére, ahol „a mérges csipésű cecelegyek rajai lehetetlenné tették az igavonó állatokkal való utazást”. Majdnem két hónapos, Shoshongon keresztül vivő felfedezőút és vadászat után érkezett Sesheke környékére, ahol hosszas alkudozások után sikerült Holubnak Sepopo-tól, a „marutsék királyától” (Barotseföld uralkodója) – aki európaias ruházatban fogadta és hallal vendégelte meg őket –, engedélyt és eszközöket nyerni, hogy a Zambézin fölfelé utazhassék, remélvén, hogy e folyót annak forrásáig kikutathatja. Gyűjtött anyaga nagy részét visszaküldte Shoshongba egy kereskedővel. Kis kitérővel a Viktória vízesésig is elment – ahogy majd negyedik útján, feleségével is – és 1875. szeptember 17-től három napot töltött itt, ő rajzolta meg a környék első hiteles térképét. Majd három, alig fél méter széles, vájt csónakban a Zambézin (80 km megtételével) a folyó középső részéig értek el, még mindig a Marutse-Mambunda birodalomban. Egy zuhatagnál azonban egyik csónakja értékes rakományával (orvosi eszközeivel, élelmiszerekkel) felborult (ekkor Holubot már maláriás láz gyötörte), így a Nambwe sellőtől vissza kellett fordulnia Seshekébe. Február 20-án indult tovább visszafelé, majd kitért a malakalák és a nyugati matabelék földjére, és március utolsó napján a Tati folyó partján európai aranyásók telepére bukkant. Áprilisban érte el Shoshongot, s 1876 novemberében ért vissza a gyémántmezőkre 22 ládányi gyűjteménnyel, melyből kiállítást tervezett készíteni. Ekkor Bultfonteinbe költözött. Barátja, Friedrich Eberwald közelében egy „házat” bérelt. A szerény épület mögött egy kis udvar volt, ahol magánállatkertet alakított ki. Tenyésztett itt sakálokat, ugróegereket, majmokat, kisebb emlősöket és néhány madárfajt. A legnagyobb állata egy oroszlán volt, melynek Holub maga készített ketrecet. 1877. január 1-jén Kimberleyben nagy kiállítást rendezett.
A hazatérés költségét megkeresve, egy év múlva az Európába való visszatérésről döntött, s 1878-ban kezdte meg kényelmes tempójú, visszafelé tartó útját, melynek során egyes állomáshelyeken előadásokat tartott, így Colesbergben, majd Cradockban, ahol több hétre meg is állt. Grahamstownban további előadásokat tartott és vázlatokat készített a városról, amelyeket később illusztrációként Thomas Sheffield településtörténetének második kiadásában fel is használhatott (Grahamstown, 1884). Port Elizabethben és Fokvárosban tartott előadásait követően, 1879 augusztus elején távozott Afrikából.

## Ismét Európában (1879. szeptember–1883. november)
Európába érkezve Londonban a Brit Királyi Földrajzi Társaság és a Királyi Gyarmati Intézet tudósai előtt tartott felolvasásokat, valamint a Londoni Állatkertben bemutatót rendezett  behozott élő állataival (madarak, emlősök), ezekből egy karakált, két barna kígyászölyvet és egy kígyászkeselyűt a Londoni Állatkertnek adományozott.
A már az Osztrák–Magyar Monarchiába előre küldött 30 909 darabos gyűjteményét 1879 októberében maga is követte Prágába, ekkor ért haza a magával hozott, Bella nevű becsuán leánnyal. Publikált, kiállításokat rendezett, előadásokat tartott, és kiadta könyvét angol nyelven a Viktória-vízesésről.
1880 májusától októberéig több mint 120 ezer történeti, néprajzi, geográfiai, természettudományi tárgya volt időszakonként Bécsben kiállítva. 1880 tavaszán a prágai Střelecký-szigeten nagy kiállítást rendezett szerzeményeiből. A kiállítás nagy haszonnal (10 ezer akkori forintnyi nyereséggel) zárult. Máshova is meghívták kiállítások rendezésére, így 1883-ban kb. 600 növénymintája volt látható a Kew Gardens herbáriumában.
Előadó körutat is tett, s a közel 200 meglátogatott hely között Magyarországra is többször eljött, 1882 áprilisában Ormós Zsigmond és a Természettudományi Társulat meghívására Temesváron előadást tartott a becsuáni bennszülöttek törzséről. Gyűjteményének darabjait szétajándékozta iskoláknak, intézményeknek.
Első útirajza: Sieben Jahre in Süd-Afrika címmel jelent meg 1880-ban, s szinte azonnal lefordították cseh, francia és angol nyelvre is. Magyarul csak 1891-ben jelent meg kivonatosan (Hét év Afrikában). Ebben írta le (1872–1879) közötti kalandos expedícióinak tapasztalatait, amelyek során áthaladt a Vaal folyón túli (Transvaal) távolibb területeken, és Becsuanaföld keleti részének bennszülött királyságain, valamint a későbbi déli és északi Rodézia (Bamangwato, Matabele, Makalaka, Marutse-Mabunda, Batongaföld) természeti birodalmain, azaz legtávolabb e területet a felső Limpopónál, a sóstavak körül, Kalahari keleti részén, valamint Chobe és a Zambézi központi területeinél járta be.
1883-ban megnősült. Felesége, a 18 éves Rosa Hof (korábban Rosa Walter), a bécsi Rotunda igazgatójának leánya volt. „Růžena” csak 18 éves volt, amikor pár héttel esküvője után férjével Afrikába távozott a szülői házból. Fiatalsága ellenére azonban az expedíció teljes jogú tagjává vált, gyorsan megtanulta a kaffer (bantu) és más nyelvjárásokat, jó tolmáccsá vált. A madarak és a kis emlősök preparálásában is ügyes volt, s hamarosan az expedíció fő élelembeszerzőjévé vált, mert hamar szót értett az őslakosokkal, szerencsésen alkudozott a cserekereskedelemben. Rosa sok évvel túlélte a férjét, a tudományos világban nagyra becsülték, és férje 1902-es halála után számos afrikai tudományos expedíció tanácsadója volt. Utoljára Hietzingben élt, amikor 93 éves korában meghalt. Emil Holub mellé temették.

## Negyedik útja (1883. november–1887. augusztus)

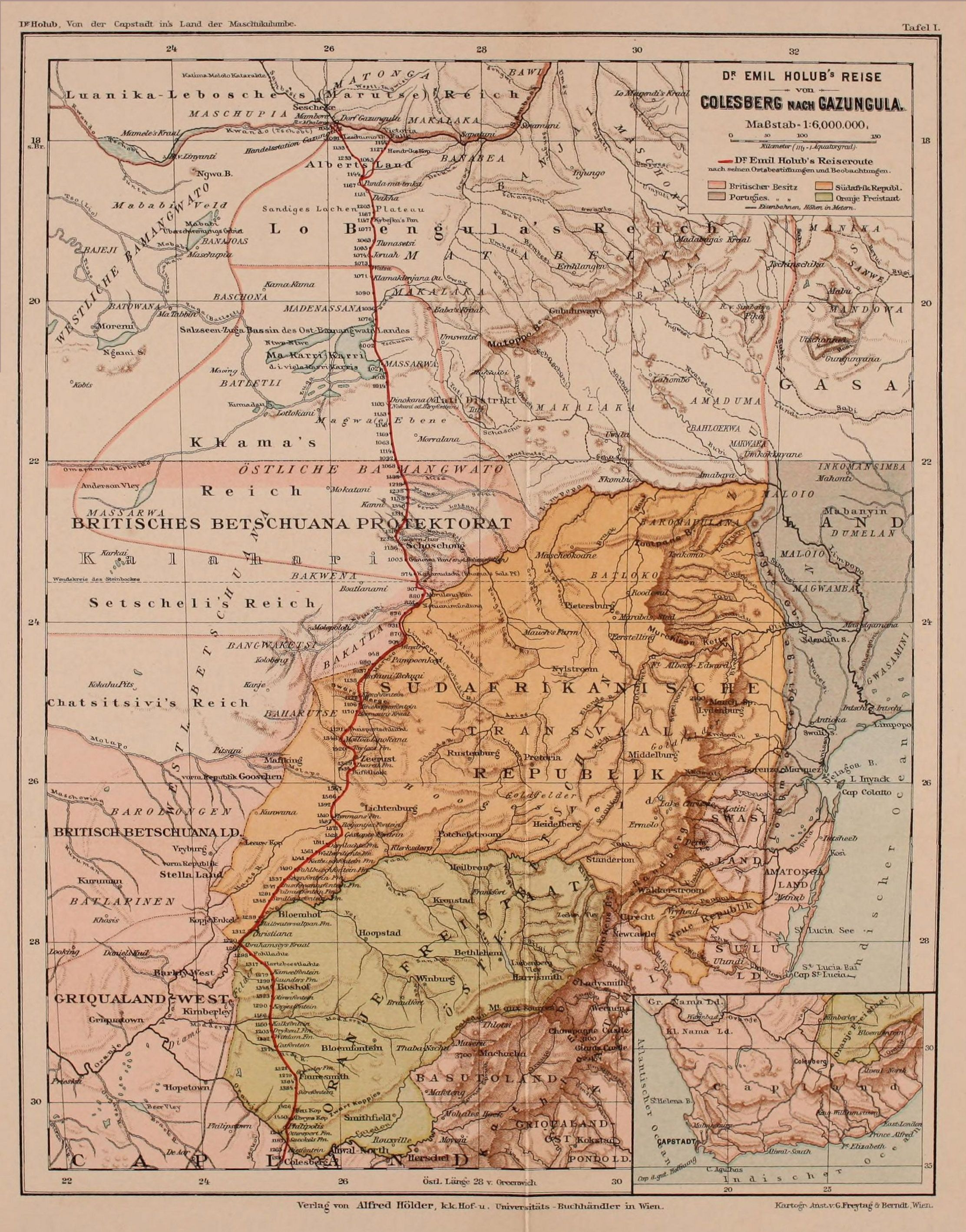
Holub térképe Colesbergtől Kazunguláig 1883-tól megtett útjáról

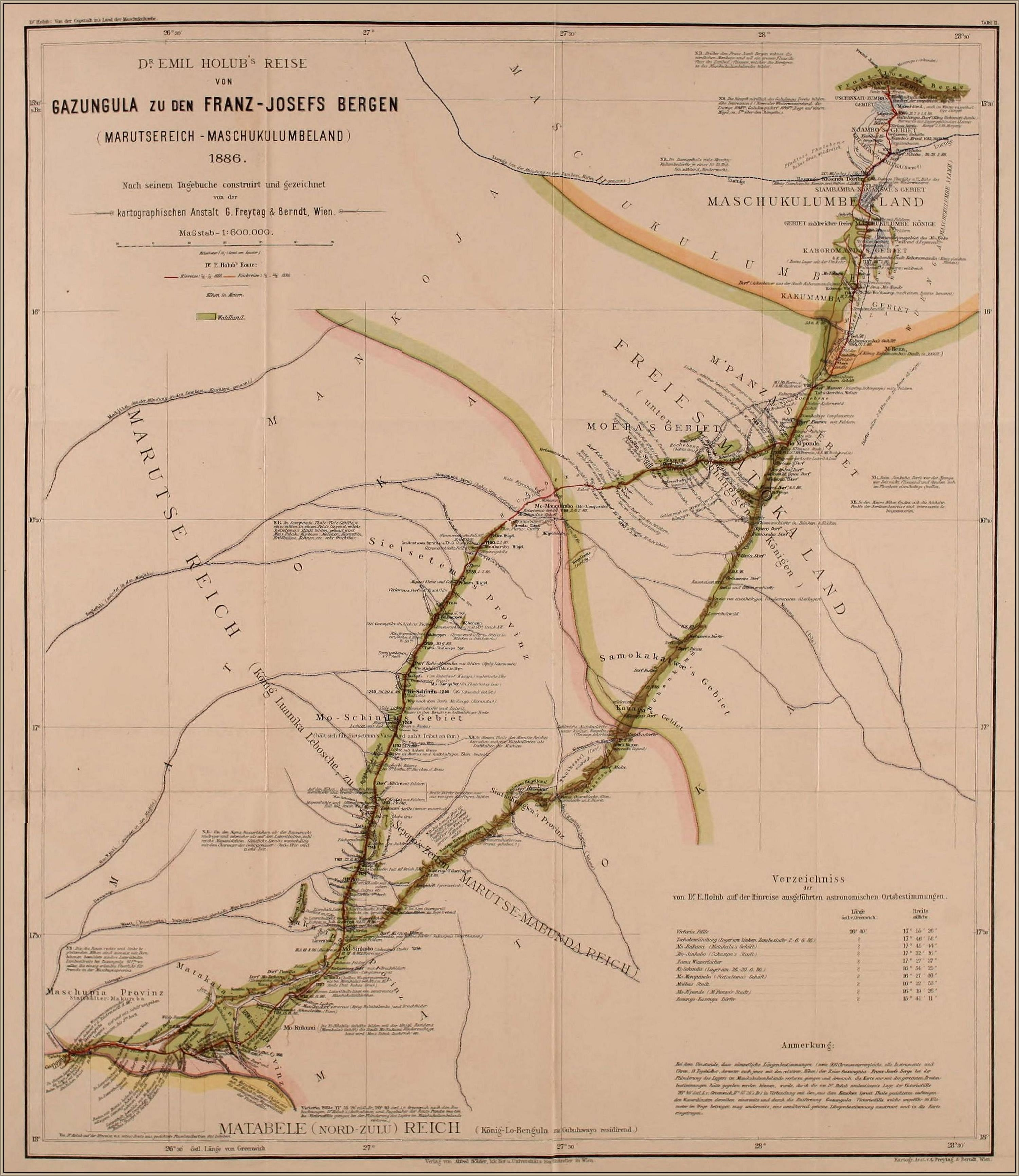
Holub 1886-ban készült térképe Kazungulától a Ferenc József-hegyig tett útjáról

1883. november 22-én indult el negyedik afrikai útjára, immár ifjú felesége társaságában. Hat, volt közös hadseregbeli, katonaviselt európai kísérőjét még indulásuk előtt kiképeztette csónaképítésre és puskaműves mesterségre. Közöttük volt Fekete János csongrádi fiatalember is, „aki, mint egykori klosterneuburgi árkász őrmester, asztalos- és ácsmunkát végzett az expedíciónál, állatokat tömött ki, melyeknek jó részét ő maga ejtette vadászzsákmányul s egy tizenhat ökör által vontatott kocsi fölött parancsnokolt.”
Tervei szerint Dél-Afrikától egészen Egyiptomig végig akarta vándorolni a földrészt. Ugyan egészen északra nem, de a korábbiaknál sokkal távolabb jutott, bár a politikai viszonyok nem kedveztek, s innen is szerencsétlenség kergette vissza. 
Az expedíció útja: Hamburgból 1883. november 22-én indulva a „Pretoria” gőzösön, december 22-én partra szállt Fokvárosban, itt a rábízott osztrák iparcikkekkel tárlatot rendezett, mely jól jövedelmezett. Ugyancsak érdekes kiállítása volt a grahamstowni Albany Múzeumban a magával hozott észak-nyugat-csehországi harmadkori fosszíliákból. A fokföldi kormány nem engedélyezte a három hónapra tervezett tanulmányútját, így vonattal egyenesen Colesbergig kellett utaznia. Itt három hetet töltött, tanulmányozta a busmanok népcsoportját, életmódját, barlang és sziklarajzait, -véseteit, véleménye szerint Dél-Afrika legrégibb őslakói voltak. Zeerust érintésével Shoshongba érkezett 1885. július 24-én. Ekkor sikerült szert tennie 140 prehistorikus sziklaművészeti tárgyra, elsősorban sziklarajzra, melyeket Európába szállíttatott. Egy bő hét múlva indult el újra 34 ökörrel vontatott szekerekkel. Az aszály és egy mérgező növény miatt az ökrökből 14 elhullott, maguk pedig tífusz-szerű betegséget kaptak a Makgadikgadi sós medence környékén. 1885. június elején elérte a Zambézi folyót a Chobe torkolatánál, majd északkeletre haladt a Bangweulu-tó felé, Matoka északi országainak átszelésével egy évvel később a masukulumbék eddig felfedezetlen területére jutott. Itt a bennszülöttek barátságtalanul fogadták, a Bangweulu-tó partjain megrohanták, fölégették táborát, öt magát mindenéből kifosztották (32 naplójából is csak 14-et tudott megmenteni). Az általa elnevezett „Ferenc József-hegy” alatt az expedíció kénytelen volt visszafordulni. Hajszál híján valamennyien odavesztek, egyik európai útitársa dárdától halt meg, ketten már korábban maláriában hunytak el. Ignaz Leebet egy leopárd megsebesítette, felesége lába kisebesedett, Holub pedig maláriában betegedett meg. Küzdelmesen menekültek éjjel-nappal, míg a „szelídebb matokák országába érkeztek, akik védelmükbe fogadták.” Kifosztva és betegen érkeztek Zambezi középtavaihoz, onnan három hónapig tartó időzés után Shoshongba, Khama becsuanai király fővárosába, innen hat hét múlva Linokanába), ahol Holub átvehette a Ferenc József által küldött segélyt, mely hazatérését lehetővé tette. 1887. június környékén érkeztek Kimberleybe, s 1887 szeptemberében értek hazájukba. Eredeti európai kísérői közül hárman Afrikában maradtak eltemetve.

## Útirajzok, előadások, kiállítások
Hazaérve 1888–1890-ben közreadta Von der Kapstadt ins Land der Masukulmbe címen a második expedíció (valójában a negyedik útja) élményeit. Ez Zambia délnyugati részének és az ott élőknek egyik első leírása volt. Több nyelven jelent meg egyszerre. Bécsben Alfred Hölder adta ki, magyarul 1890–1891-ben: Fokvárostól a masukulumbék országába (1883–1887) címmel, Ráth Mór kiadásában két kötetben, s egyben a Hét év Afrikában kivonata is ebben jelent meg először magyarul.
Felolvasó körutakat tett (Bécs, Zágráb, Brno, Graz, Prága stb.), előadásai nagy népszerűségnek örvendtek, a császári család tagjai is többször meghallgatták. 1889 januárjában a Bánságban (Versec, Resicabánya, Oravica), 1890-ben pedig a kaposvári vármegyeházán is megfordult előadások céljából.
Népes előadásainak bevételéből és Eduard Taaffe gróf, miniszterelnök, valamint Ferenc Ferdinánd főherceg segítségével rendezte meg első nagyszabású kiállítását a bécsi Práter Rotundában 1891-ben. Korabeli híradások szerint 513 kitömött vad, 2300 madár-, 3000 kígyó-, 1000 növénypreparátum volt megszemlélhető. Ezen felül meg lehetett csodálni több afrikai falutípus életnagyságú bábokkal berendezett enteriőrjét. A kiállítás befejezése után a régészeti és antropológiai tárgyak nagy részét a világ különféle múzeumainak adományozta – ma ezek többek között Amerikában, Londonban, Madridban és Koppenhágában láthatók.
1891-ben Bécsből Prágába költözött. A kiállítás anyagának nagy részét Prágába költöztette 72 vasúti kocsin, ahol 1892-ben berendezte újabb tudományos szintű kiállítását, mellyel a tudományos világ őszinte elismerését váltotta ki, s bár anyagilag veszteséges volt, még Amerikában is felfigyeltek Holub működésére. A két kiállítás (Bécs és Prága) összes látogatószáma közel 190 ezer fő volt. A kiállítás bezárásakor a teljes etnográfiai és élettani anyagot 467 különféle európai múzeum, intézmény és iskola között adományként osztotta szét, illetve adta el gyűjteménytáraik számára. 
Nagy anyagot adományozott a bécsi udvari múzeumnak is. A többi afrikai néprajzi tárgyat, növényeket, állatokat (később már saját költségén preparálva) az európai és amerikai nagy múzeumoknak (Berlin, Bréma, Drezda, Lipcse, München, Koppenhága, Párizs, Washington) többnyire szintén ajándékba adta.
1892-ben Prágában kiadták a dél-afrikai őslakosokról szóló kiállítások diorámáinak és enteriőrjeinek 22 fényképből álló képgyűjteményét: Dr. Emil Holub Südafrikanische Ausstellung címen, s ugyancsak 1892-ben Průvodce africkou výstavou cestovatele Emila Holuba (Útmutató Emil Holub utazó afrikai kiállításához) címen Josef Kafka kiadta a kiállítás részletes, illusztrált katalógusát.
1893–1894-ig (más forrás szerint 1894/95 telén) Amerikában élt, itt is folyamatosan előadásokat tartott. A washingtoni földrajzi társaság meghívta, hogy előadásokat tartson amerikai nagyobb városokban. Stanley-vel együtt munkatársa volt az Illustrated Africa című New York-i folyóiratnak.
1894 októberében értesítette a temesvári múzeumot afrikai néprajzi tárgyak és biológiai kiállítási anyag (összesen 140 db) küldéséről, a néprajzi, állattani, kőzettani tárgyak tudományos adatait is mellékelte. A tárgyak tulajdonjogát illetően vita indult a temesvári Történelmi és Régészeti Múzeumi Társaság és a Természettudományi Társaság között, végül maga Emil Holub döntött a Természettudományi Társaság javára (1900). Később még két adományt juttatott el Temesvárra: egyet a főreáliskolának, egy másikat a városi szakiskolának.
1896-ban Lengyelországban tartott előadásokat.
Ekkorra egészsége megrendült, orvosként tisztában volt állapotával, több útra már nem vállalkozhatott. 1901-ben I. Ferenc József évi 5000 korona tiszteletdíjat állapított meg számára, melynek folyósítása 1902 januárjától kezdődött meg. Azonban nem élvezhette a nyugodt anyagi biztonságot, az Afrikából hozott alattomos maláriát még le tudta győzni, de az időközben szervezetében elhatalmasodott rákot már nem, s bár nekrológja szerint a halála előtti napon ismét íróasztalához ült naplóját folytatni, de eszméletét vesztette, és másnap elhunyt a bécsi Práterben lévő Rotunda-beli lakásán. Csupán 55 éves volt. Díszsírhelyre temették a Bécsi Központi Temetőben (14/A csoport, 11. számú sírhely). Leszármazottja nem született.
Gyűjteményét nem volt hajlandó egy összegben eladni amerikai érdeklődőknek, ehelyett ingyenesen felajánlotta azt a prágai Nemzeti Múzeumnak, terve szerint egy önálló, állandó Afrika-múzeum megteremtése érdekében, ám az ajánlatot elutasították. A legjelentősebb anyaga a Prágai Nemzeti Múzeumba került, míg az etnológiai példányok többsége jegyzetfüzeteivel és rajzaival a Náprstek Néprajzi Múzeumban található. Hagyatékának dokumentumai között szerepel több gyönyörűen rajzolt térkép Afrika különböző régióiról. Személyes bútorai és kisebb tárgyai, fegyverei a Holub szülővárosában létesült múzeumban vannak, özvegye adományaképpen.

## Tudományos eredményei

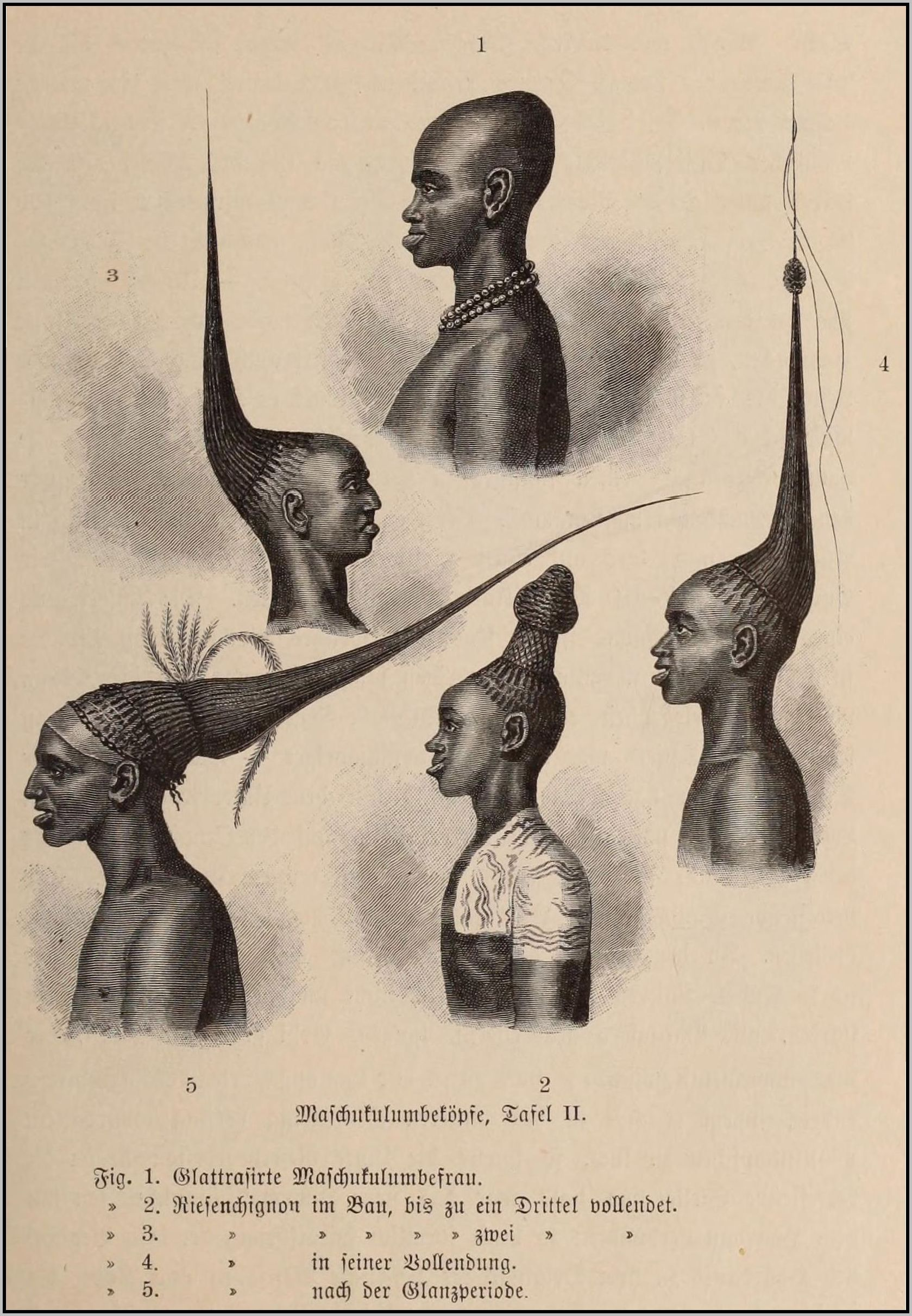
Masukulumbe férfiak hajviselete, a nők házasságkötéskor hajukat férjüknek adják

A műveiben közzétett leírásai és rajzai a még ekkor törzsi, érintetlen körülmények között élő népek, valamint kora afrikai telepesei életmódjának pótolhatatlan forrásai. Kiváló rajztehetsége lehetővé tette, hogy érzékletesen ábrázolja az embertípusokat, a viseleteket, szokásokat, település- és épületformákat stb.

### Földrajzi felfedezései
Gyűjteményén kívül nagy jelentőségűek földrajzi felfedezései is.
Első expedíciója során ismert területeket járt be, eljutott a Zambéziig, a Nambve vízesésig, és számos korábbi tévedést tudott korrigálni. Így a Vaal-folyón túli területek angol és német térképein számos adatot helyesbített, Lekatlong földrajzi fekvését, a Vaal mellékfolyóját, a Harts River ábrázolását.
Második expedíciója során a Livingstone által már valamennyire ismertetett területeket járt be, a Zambézin túl 850 km-re.
Harmadik és negyedik expedíciója teljesen ismeretlen területeket tárt fel, a matuka és masukulumbe törzsek területeit földrajzi, néprajzi, antropológiai tekintetben ő ismertette a tudományos világgal. (Eine kulturskizze des Marutse-Mambunda Reiches, Bécs, 1879.). Politikai és meteorológiai adatokat is közölt. Az ő emlékét őrizte a Ferenc József hegység neve a masukulumbék földjének északi határán.
Három bennszülött törzset különböztetett meg: busman, hottentotta (ide sorolta a grikvákat, a koránnákat) bantu (ide sorolta a kaffer, zulu, becsuán /bocwana, botswana/, makalaka és még negyvennél több néptörzset).

### Geológiai és paleontológiai eredményei
Geológiai és paleontológiai kutatásai is jelentősek. Geológiai szempontból az arany- és gyémántlelőhelyek feltárása a gyarmatosítás céljait szolgálták (Die Kolonisation Afrikas, Bécs, 1881–1882.) Európába visszatérése után foglalkoztatta a Becsuánaföld gyarmatosításának gondolata. Megállapodást akart kötni a becsuana főnökökkel földterületek megvásárlásáról, s az amerikai kivándorlást ide szándékozott irányítani. II. Lipót belga király többször meghívta tanácsait meghallgatni, ha egészsége engedte volna, következő útja az uralkodó ösztönzésére Belga Kongóba irányult volna. Tanulmányokat írt Tuniszról, Marokkóról és Abesszíniáról is.

### Botanikai,zoológiai(ichthiológiai,ornitológiai) gyűjtései
„Pflanzenbuch” című kéziratából a növényleírásokat a Kew Gardensi botanikai katalógusba beillesztették. (Ipomoea holubii, Indigofera holubii N.E. Br., Orthochilus holubii (Rolfe) Bytebier, Habenaria holubii Rolfe és a többi . 1894-ben pedig Franz Steindachner a Holub által hozott halakat írta le, s illesztette rendszertanba. Nevét kapta több, általa behozott állatfajta, így a Holub-szövőmadár és a Szuharbújófélék családjának egyik alfaja, a Croaking Cisticola (holubii).

## Tudományos egyesületi tagságai (válogatás)
- 1877-ben (az 1876-ban Fokvárosban alapított) Dél-afrikai Filozófiai Társaság levelező tagjává választották.
- 1880-ban a Magyar Földrajzi Társaság tiszteleti tagjává választotta.
- 1881. szeptember 8-án Holub Emil dr., a híres Afrika-utazó (kinek arcképe a múzeum helyiségét még ma is díszíti – írták 1907-ben) igen érdekes előadást tartott afrikai utazásairól, mely alkalommal három nagy ládába foglalt számos tárgyat ajándékozott a múzeumnak. Ez alkalommal a Pozsonyi Orvos-Természettudományi Egyesület 1881. november 3-án Holub Emil híres afrikai utazót, ki a múzeumnak sok Dél-Afrikából hozott kitömött állatot adott ajándékba, tiszteletbeli tagnak választotta.[35]
- 1887-ben a Leopoldina Német Természettudományos Akadémia tagjává választotta.
- 1895-ben a Magyar Természettudományi Társaság tiszteletbeli tagjának választotta.
- A Bécsi Császári és Királyi Földrajzi Társaság tiszteletbeli tagja.
- Tagja volt a Budapesten, Münchenben, Nápolyban, Philadelphiában, Chicagóban, Londonban és Fokvárosban működő földrajzi egyesületeknek.[36]
- Tagja volt a „Fokföldi Engedéllyel Rendelkező Orvosok” (társaságának).
- 1899-ben lépett be a Cseh Filatélisták Társaságába.[37]

## Kitüntetései, díjai
Forrás: Emil Holub: Von der Capstadt ins land der maschukulumbe. Reisen im südlichen Afrika in den jahren 1883–1887. Wien, Alfred Hölder, 1890. Gyászjelentése a könyv végén
- Lovagja: az Osztrák Császári Vaskorona-rend III. osztályának; a Ferenc József-rendnek;
- Parancsnoka (Komtur(wd), Commandeur): a bajor királyi Szent Mihály-lovagrendnek, a svéd Wasa-rendnek, a Belga Lipót-rendnek, a spanyol Izabella-rendnek, a portugál Jakab-rendnek, az olasz Királyi Koronarendnek, a szerb Száva-rendnek, a montenegrói Daniló-rendnek, a perzsa Nap és Oroszlán-rendnek.
- Tisztje (Officier): a bolgár Polgári Érdemrendnek, az orosz Szent Anna-rendnek, az olasz Királyi Koronarendnek, a török Medjidie-rendnek, a luxemburgi Tölgy-Korona-rendnek, a tunéziai Nischan el Iftikhar (Order of Glory(wd))-rendnek.
- Birtokosa: a Francia Köztársaság Becsületrendjének, a szász királyi Albrecht-rend I. osztályának, a württembergi Frigyes-rend I. osztályának, a braunschweigi Heinrich der Lőwe-rend I. osztályának, a badeni Zächringer Oroszlán-rend I. és II. osztályának, az anhalti Albrecht-rend (házi rend) I. osztályának, a dán Dannebrog-rendjének, a mecklenburg-schwerini Griffon-rendnek, a Walbecki Érdemrendnek, a görög Megváltó-rendnek, a hesseni Fülöp-rend II. osztályú nagykeresztjének, a Szász-Ernesztin házi rend II. osztályú rendjelének, a szász-weimari nagyhercegség Fehér Sólyom-rendje II. osztályú rendjelének, a szász-meiningeni (hercegség) Tudomány és művészet érdemkeresztjének, a francia Akadémiai Pálmák Rend(wd) tiszti rendjelének.
- Tulajdonosa az alábbi kitüntetéseknek: a bajor Lajos-érem a tudomány, művészet terén szerzett érdemekért; a bolgár arany és ezüstérem a tudomány, művészet terén szerzett érdemekért; a román „Bene Merenti” aranyérem a tudomány és művészetekért.
- Holitz város díszpolgára,
- Stiahlau község díszpolgára,
- Raasdorf község díszpolgára

## Művei (válogatás)
A Cseh Köztársaság Nemzeti Könyvtára 29 szakmai kiadványt ír le, amelyeket Emil Holub még életében kiadott.
- Reise in Südafrika (Petermanns Mitteilungen, 1876)
- The past, present, and future trade of the Cape Colonies with Central Africa. (Proceedings of the Royal Colonial Institute, Volume 11. (1879–1880.) 55–87. oldalak
- Journey through Central South Africa, from the Diamond fields to the Upper Zambezi... (Proceedings of the Royal Geographical Society, 1880), 166–182. oldalak
- The central South African tribes from the south coast to the Zambezi (Journal of the Anthropological Institute of Great Britain and Ireland, Volume 10. 1880. 2–20. oldalak)
- Über einige Fossilien aus der Uitenhage-Formation in Süd-Afrika Melchior Neumayrral (2 kőnyomatos tábla, Denkschriften der Matematisch-Naturwissenschaftlichen Classe der Kaiserlichen Akademie der Wissenschaften 1881.) 267–276. oldalak  A két táblamelléklet látható:

### Könyvei
- The Victoria Falls (Grahamstown, 1879)
- Eine Kulturskizze des Marutse-Mabunda-Reichs (232 illusztrációval, Geographische Gesellschaft, Wien, 1879)
- Sieben Jahre in Südafrika (Wien, 1880–1881) Eredeti német kiadás gótbetűvel 1. kötet; 1. kötet latin betűvel; Eredeti német kiadás gótbetűvel 2. kötet; 2. kötet latin betűvel
- Seven Years in South Africa by Emil Holub, translated by Ellen Elizabeth Frewer, 1881. 1. és 2. kötet
- Die Franzosen in Tunis. Vom Standpunkte der Erforschung und Civilisirung Afrikas. Hölder, Wien, 1881. 16 oldal
- Die Kolonisation Afrikas (Wien, 1882)
- Die Engländer in Süd-Afrika. Hölder, Wien, 1882
- Beiträge zur Ornithologie Südafrikas (Wien, 1882) August von Pelzeln társszerzővel
- Von der Capstadt ins Land der Maschukulumbe / A Fokvárostól a masukulumbék országába 1883–1887 (Wien, 1888–1890); 1. kötet, 560 oldal + 1 térkép melléklet ; 2. kötet, 564 oldal, + 1 térképmelléklet
- A Fokvárostól a Masukulumbék országába dr. Holub Emil után németből  (Budapest, 1890–1891)
- Hét év Dél-Afrikában (Bp., 1890–1891) – az előbbi kiadvány mellékletében

## Magyarul megjelent művei
- A Fokvárostól a masukulumbék országába. 1883–1887; ford. Brózik Sándor; Ráth, Bp., 1890–1891

- A búrok hazája. A Fokvárostól a masukulumbék országába, 1-2.; ford. Brózik Sándor; Ráth, Bp., 1899
- Tizenegy év Dél-Afrikában; ford. Halász Gyula; Franklin, Bp., 1930 (Világjárók. Utazások és kalandok)

## Emlékezete
- 1902-ben Bécs-Leopoldstadtban (2. kerület) a Holubstrasse-t nevezték el róla.
- A bécsi Zentralfriedhof-beli sírján álló szobrok közül az egyik, egy lasai márványból készült gyászoló nőalak, aki irónjával a földgömb azon pontjára mutat, melyet Holub térképezett fel először. A sír fejénél lévő talapzaton pedig Holub carrarai márványból faragott büsztje áll. Alkotója Richard Jakitsch (1872–1931) grazi szobrász. A síremléket 1904. június 11-én leplezték le, maga Ferenc József is 2000 koronával járult hozzá. A cseh Afrika-felfedező sírján minden évben halottak napján cseh nemzeti színekkel díszített koszorút helyeznek el.
- Holicében, szülővárosában 1964-ben (más forrás szerint 1970-ben nyitották meg) emlékmúzeumot rendeztek be. A múzeum homlokzatán helyezték el Emil Holub fejszobrát. (Ismeretlen alkotó művét). Az első teremben Emil Holub dolgozószobájának berendezése és könyvszekrénye látható, itt állítják ki az életét és művét bemutató okiratokat más írásos emlékekkel, könyvekkel. A második terem a prágai Nemzeti Múzeumnak az afrikai állatvilágot bemutató kiállítása. A harmadik terem Afrika néprajzát mutatja be egy bennszülött település életének figurális keresztmetszete által. A múzeum védett könyvtári és dokumentumtári résszel is rendelkezik a kutatók számára.[38] A múzeum honlapja:
- Holice város 1949-ben szobrot is állított nagy szülöttjének emlékére, Jindřich Soukup alkotása.[39]
- Prágában annak a háznak a homlokzatán, ahol egyetemi évei alatt lakott, emléktábla őrzi e tényt. „Zde bydlel za universitich studi r. 1866–1872 cestovatel Africky dr. E. Holub” Ismeretlen művész alkotása.
- 1999. január 31-én a szülővárosában, Holicében lévő gimnázium Dr. Emil Holub nevét vette fel.
- 2005-ben, 130 évvel első Viktória-vízesésnél tett látogatása után az osztrák és a cseh nagykövet jelenlétében Livingstone(wd) városában avatták fel Last Mahwahwa zimbabwei szobrász Holub-büsztjét, megemlékezvén a környék nagy felfedezőjéről.[40]
- Filatéliai alkotások, emlékbélyeg-kiadások: 1.) Csehszlovákiában 1952. február 21-én, halálának 50. évfordulója alkalmából két értékben (3 és 5 korona). 2.) A Cseh Köztársaságban 2007. október 3-án a 160. születésnapjára 11 koronás emlékbélyeget adtak ki.[41]
- Numizmatikai alkotások: 2002-ben a Cseh Köztársaságban 200 koronás ezüst emlékérmét vertek a születésének 100. évfordulója alkalmából. (Alkotója: Ladislav Kozák).

## Filmek életéről
- Velké dobrodruzství (1952) A nagy kaland (1 óra, 43 perc) Afrikában történt címmel Magyarországon is vetítették 1953-ban a Csehszlovák filmhéten.[42]
- Holnemvolt. (Original title: Jára Cimrman lezící, spící), (1 óra 21 perc. Emil Holubot Jiří Zahajský, Růžena Holubovát Nina Divíšková játszotta.
- 1998-ban a Cseh Televízió készített egy Emil Holub nyomában című dokumentumfilmet. (49 pec)
- Dr. Emil Holub's African Adventures (2011) 10 perc

## Képgaléria

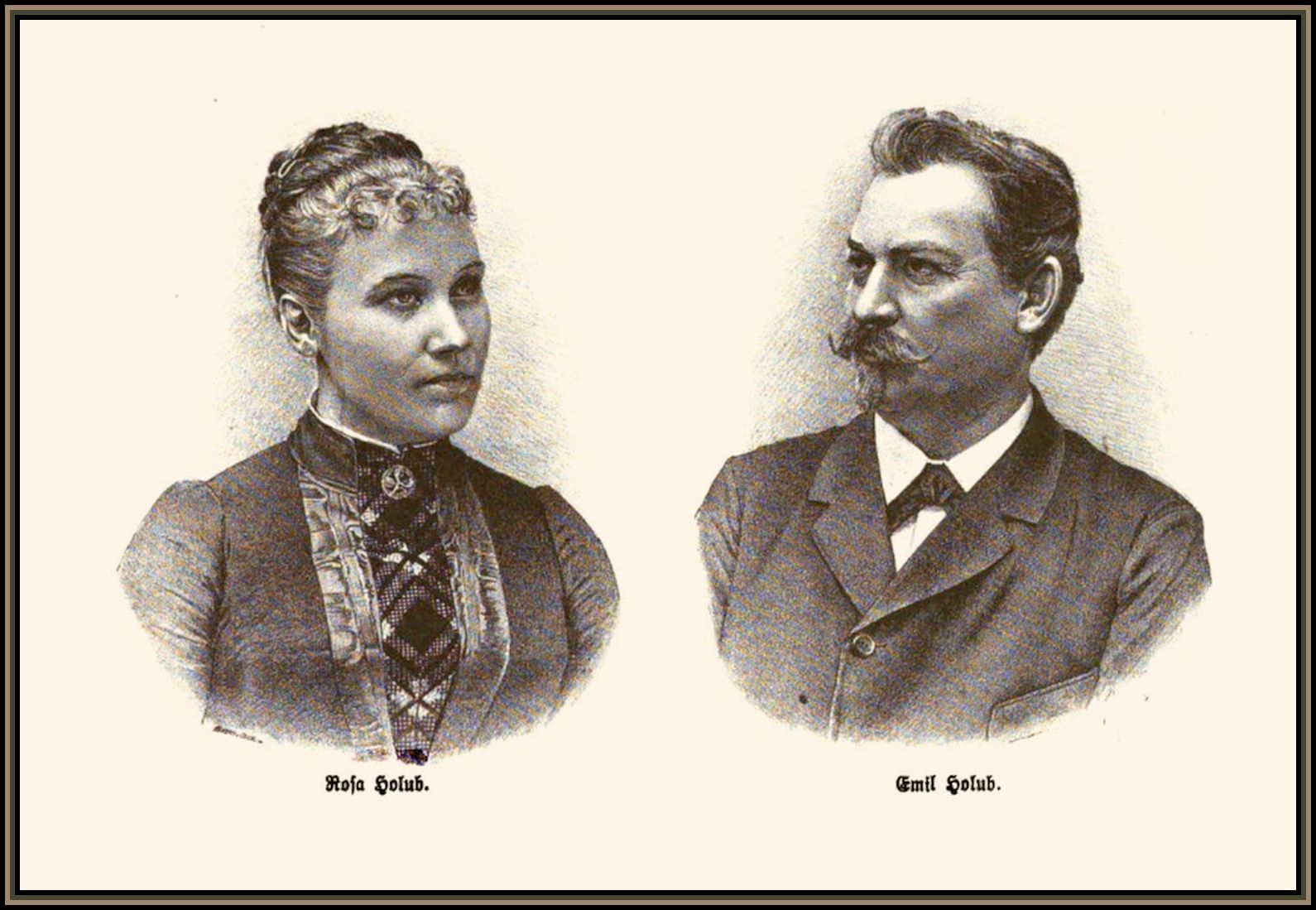
Emil Holub és Rosa Hof, 1883
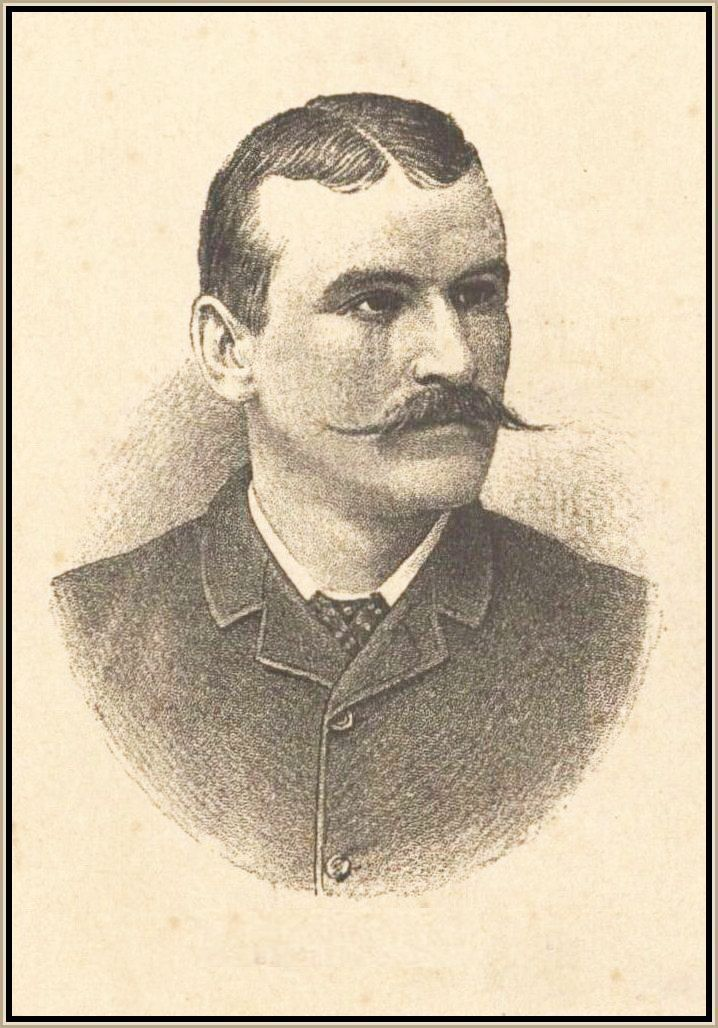
Fekete János, a negyedik expedíció csongrádi magyar kísérője
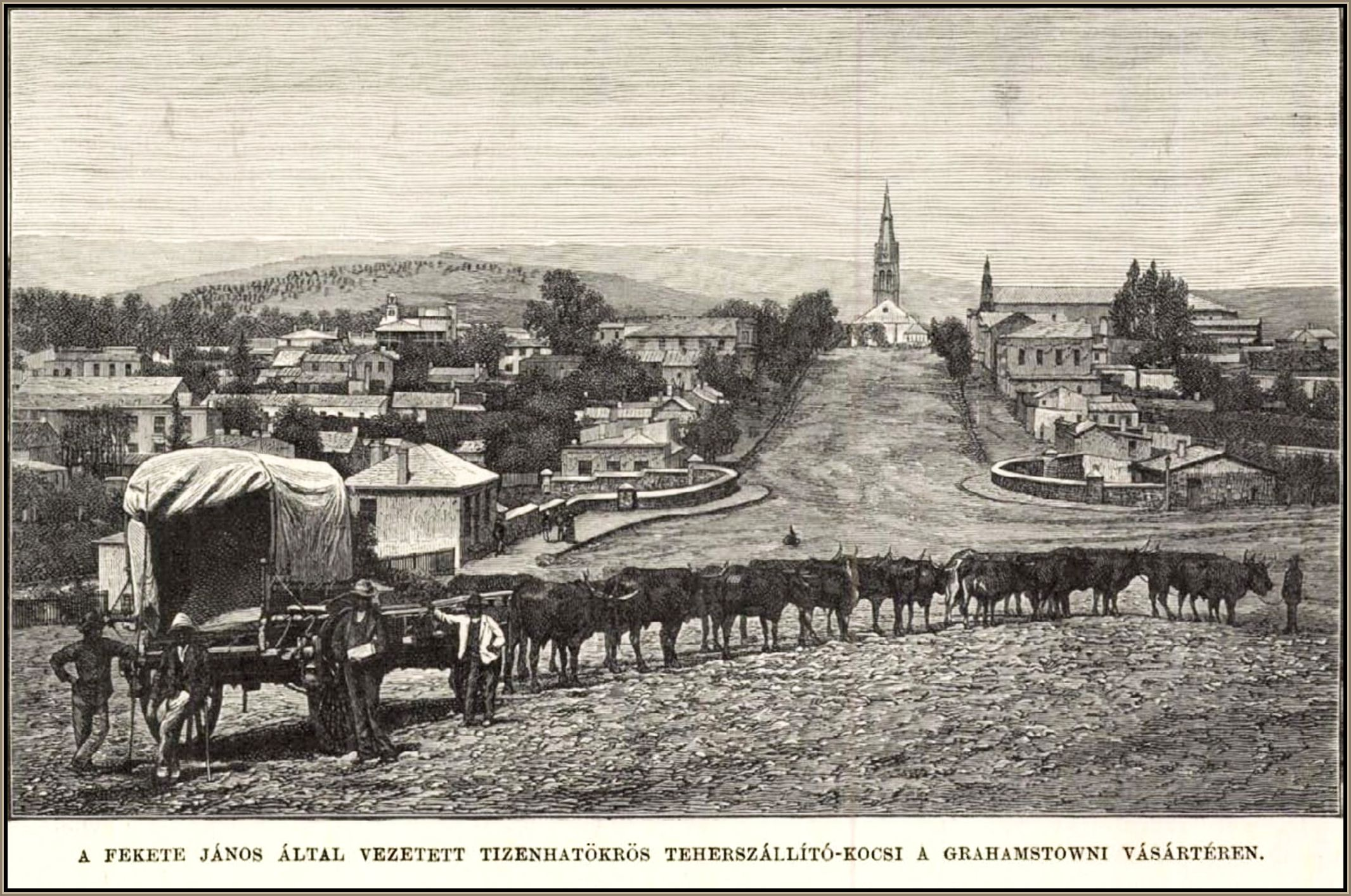
Fekete János, a 16 ökrös fogat gazdája a Holub expedícióban.
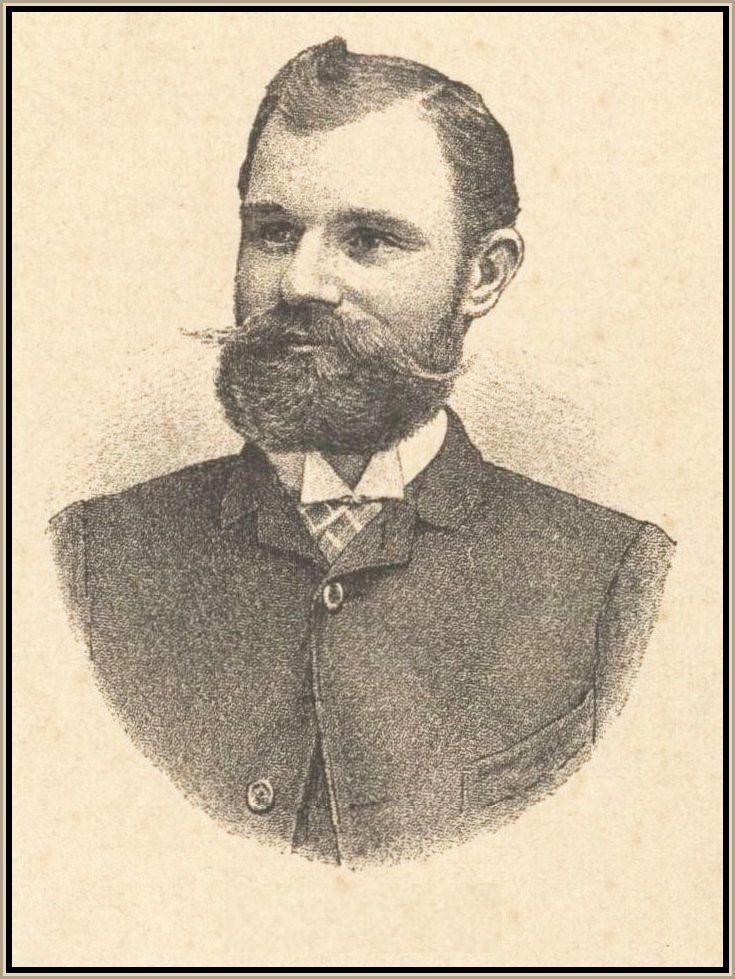
Antonin Haluška, a negyedik expedíció morva kísérője
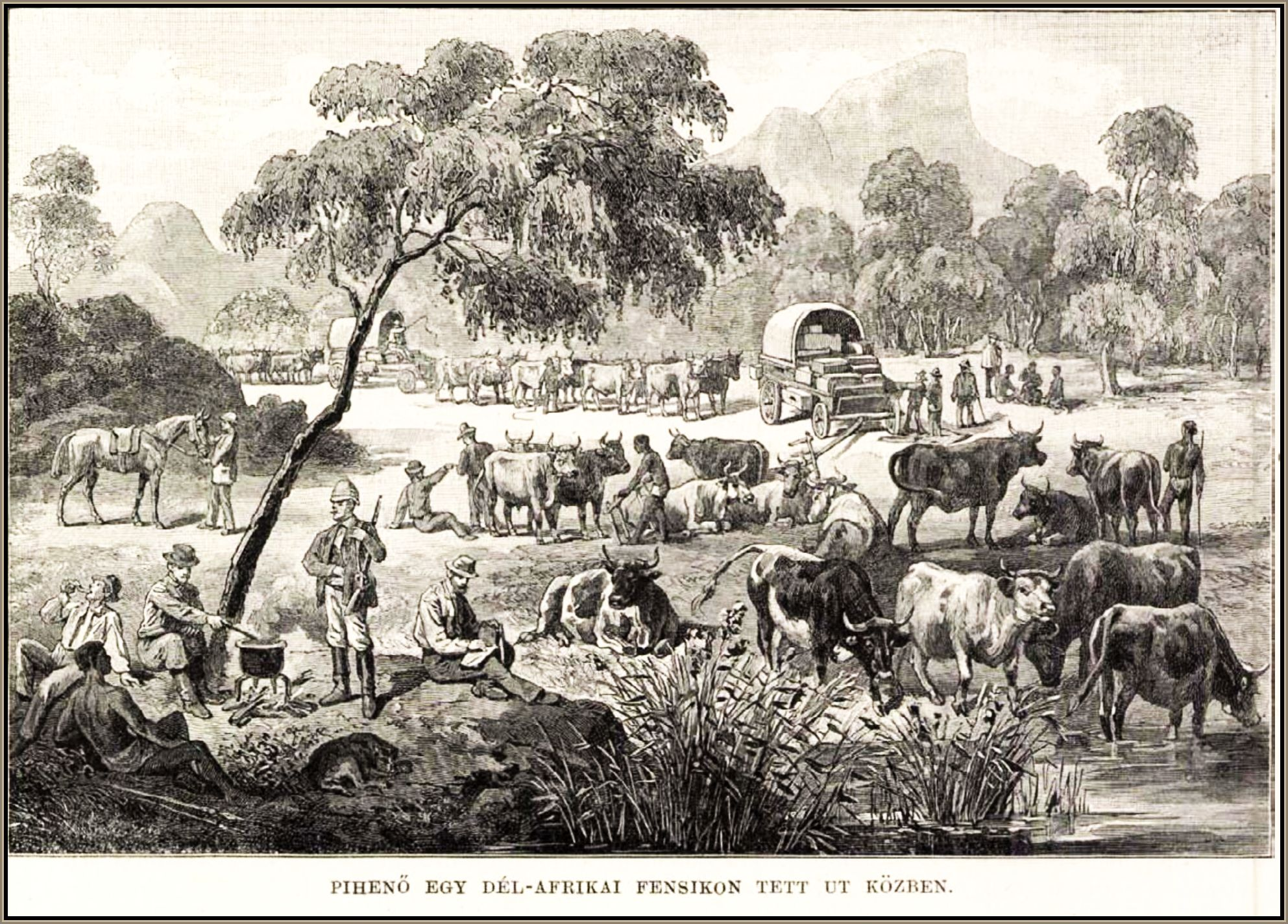
Pihenő a negyedik expedíció során Dél-Afrikában egy fennsíkon
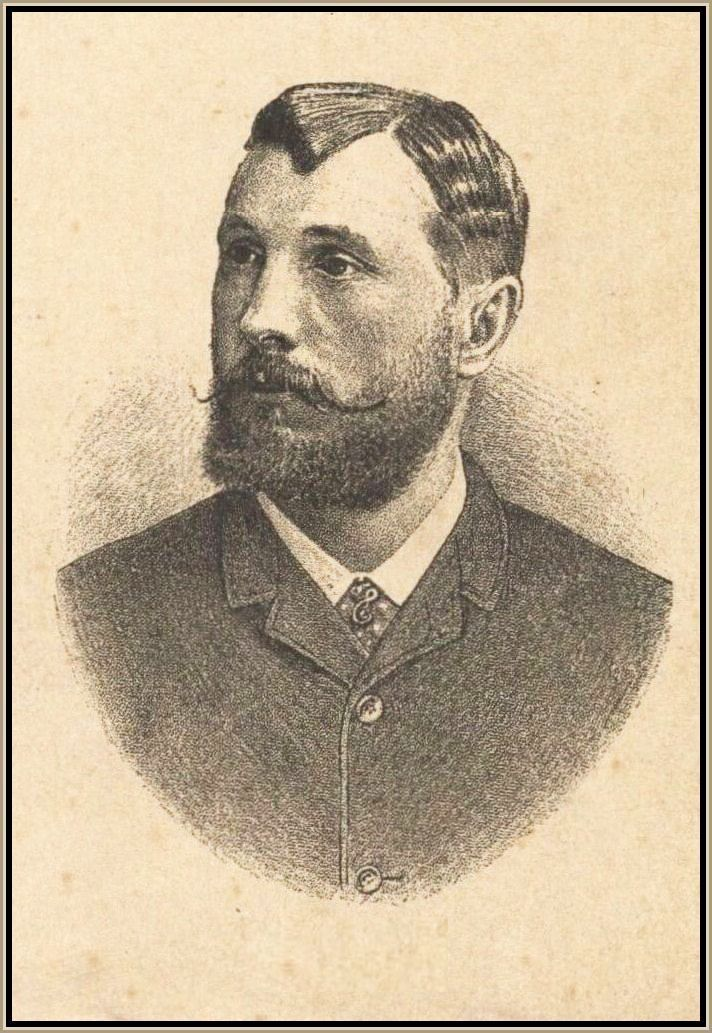
Ignaz Leeb, a negyedik expedíció osztrák kísérője
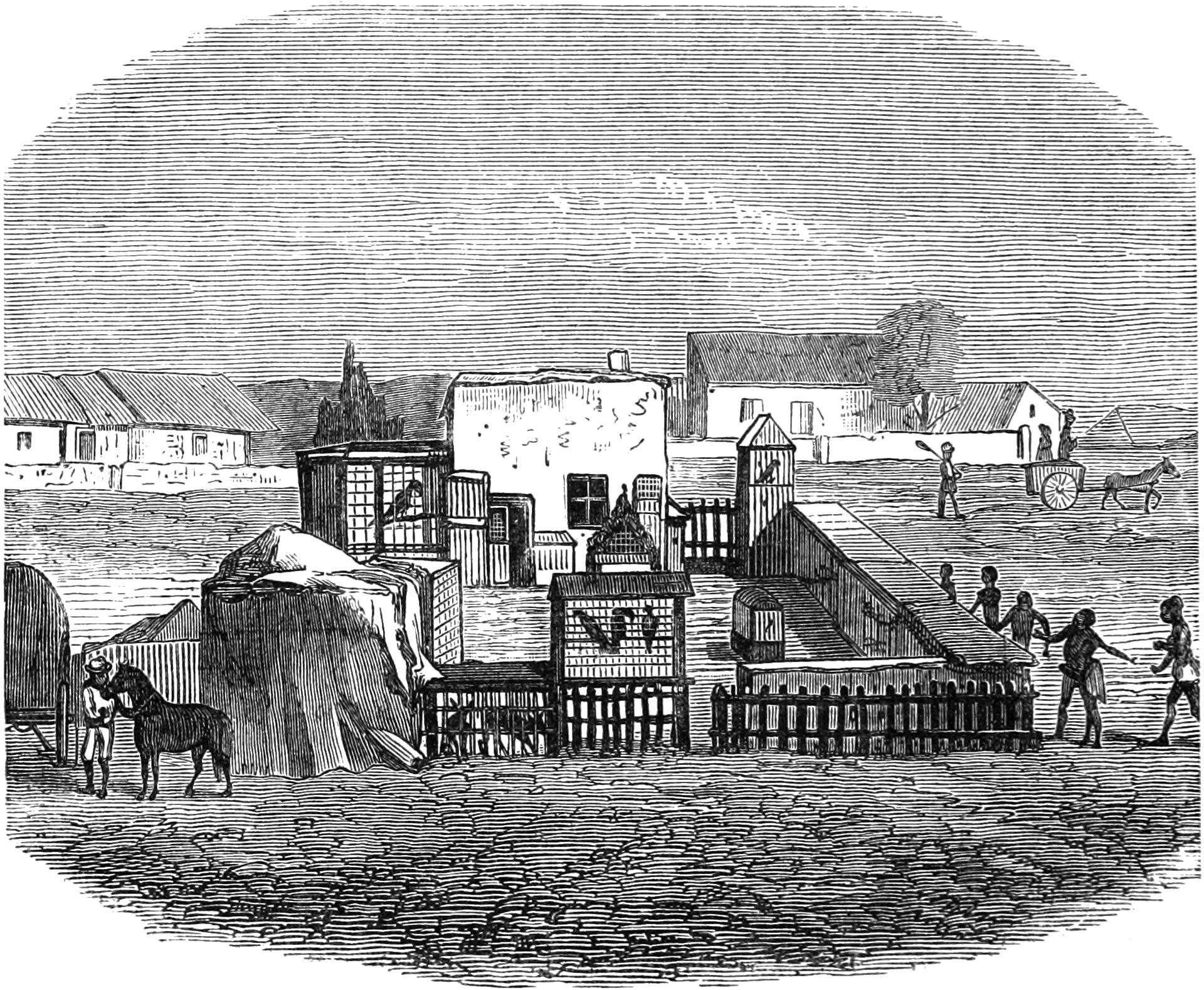
Holub „háza és állatkertje” Bultfonteinben, 1877/1878-ban
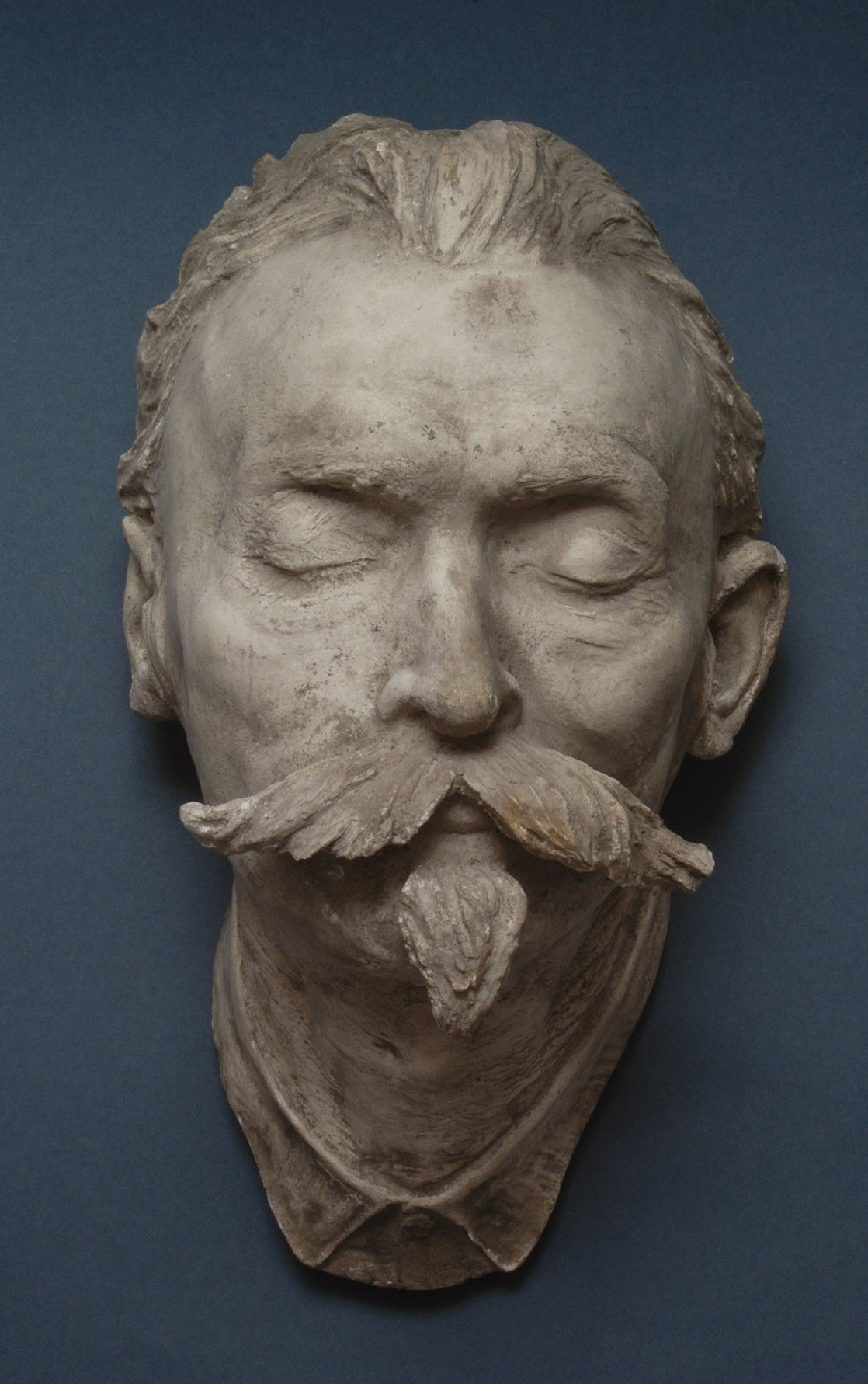
Emil Holub halotti maszkja, Afrika múzeum, Holice
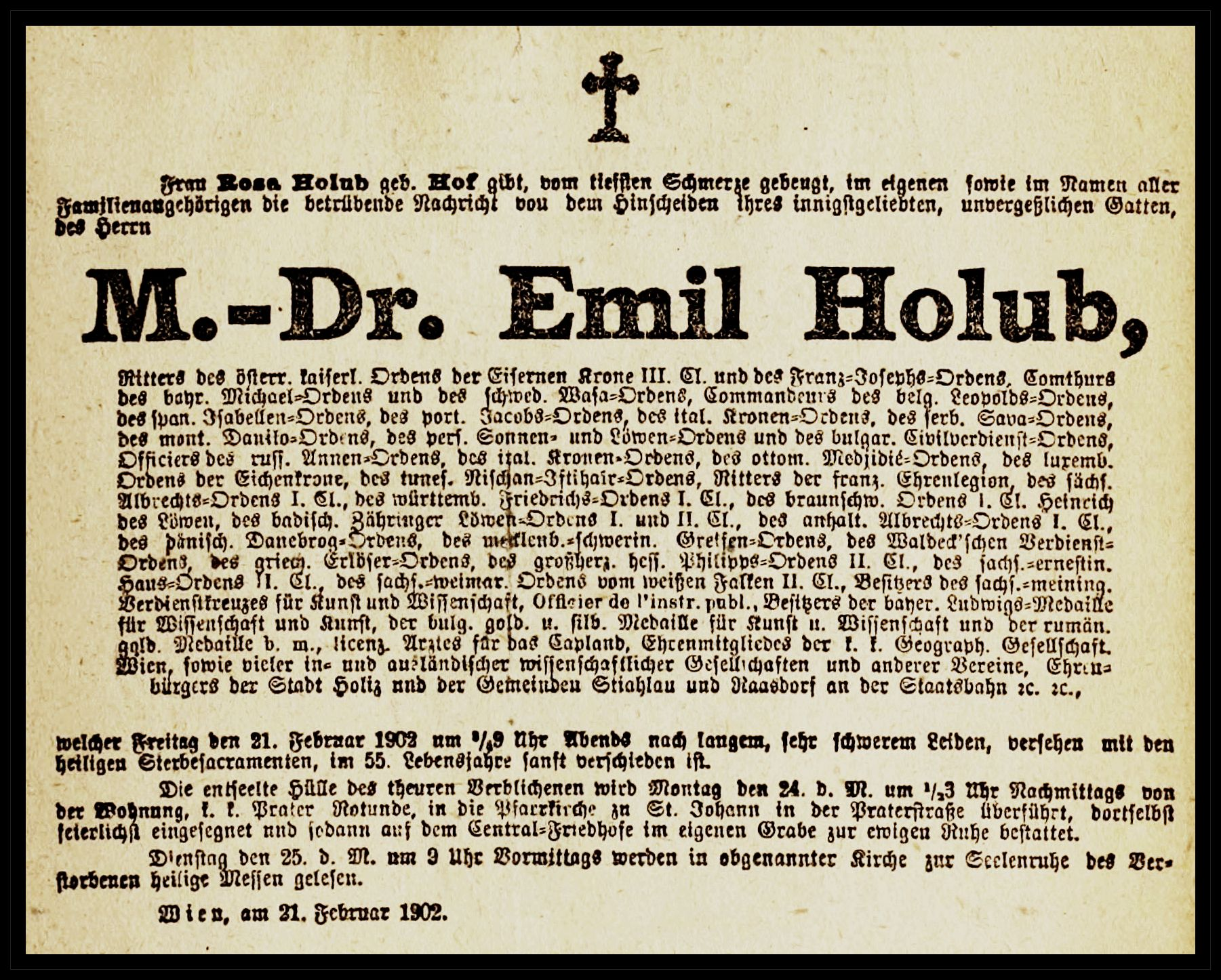
Emil Holub gyászjelentése
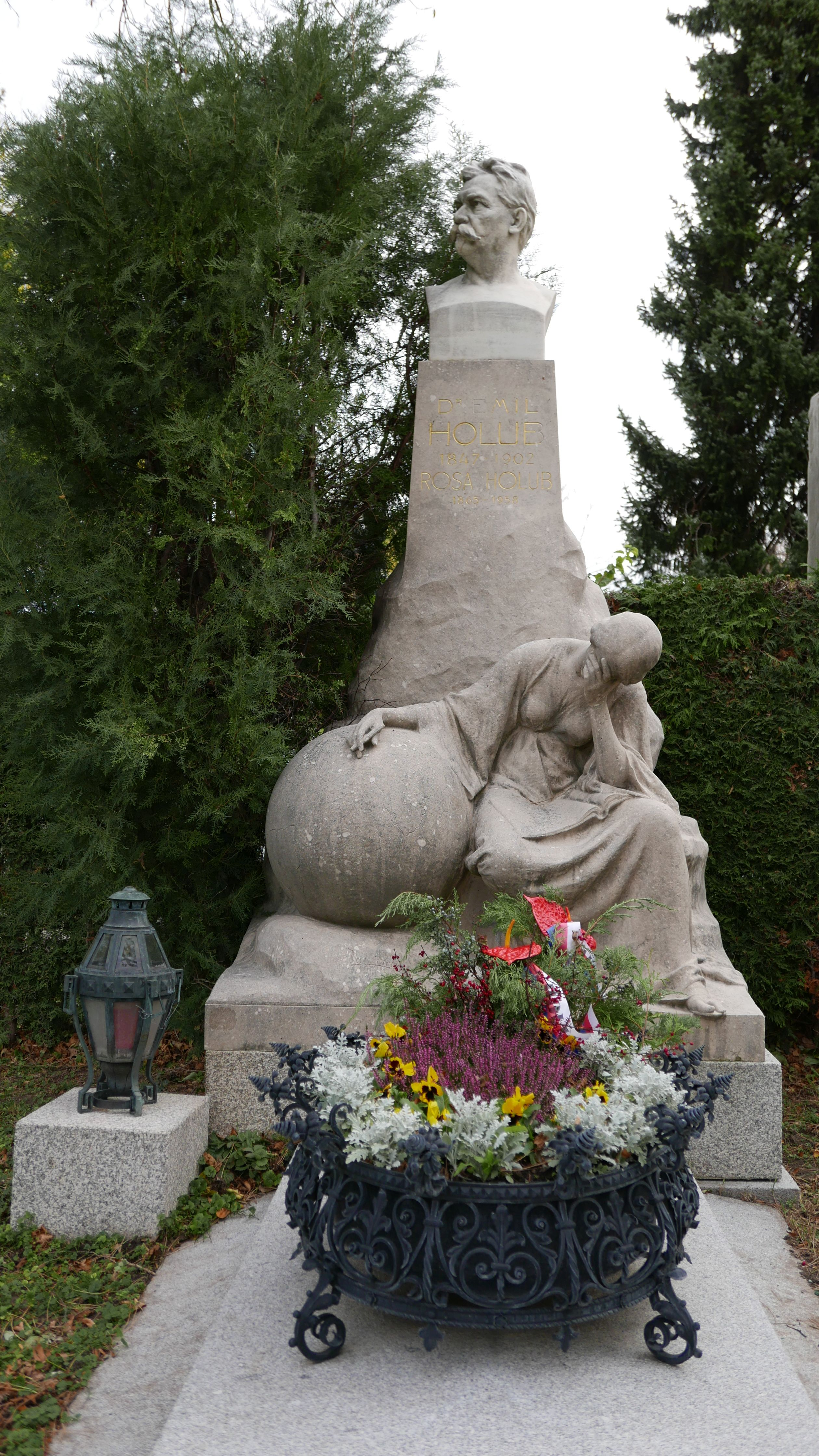
Holub sírja a bécsi Zentralfriedhofban
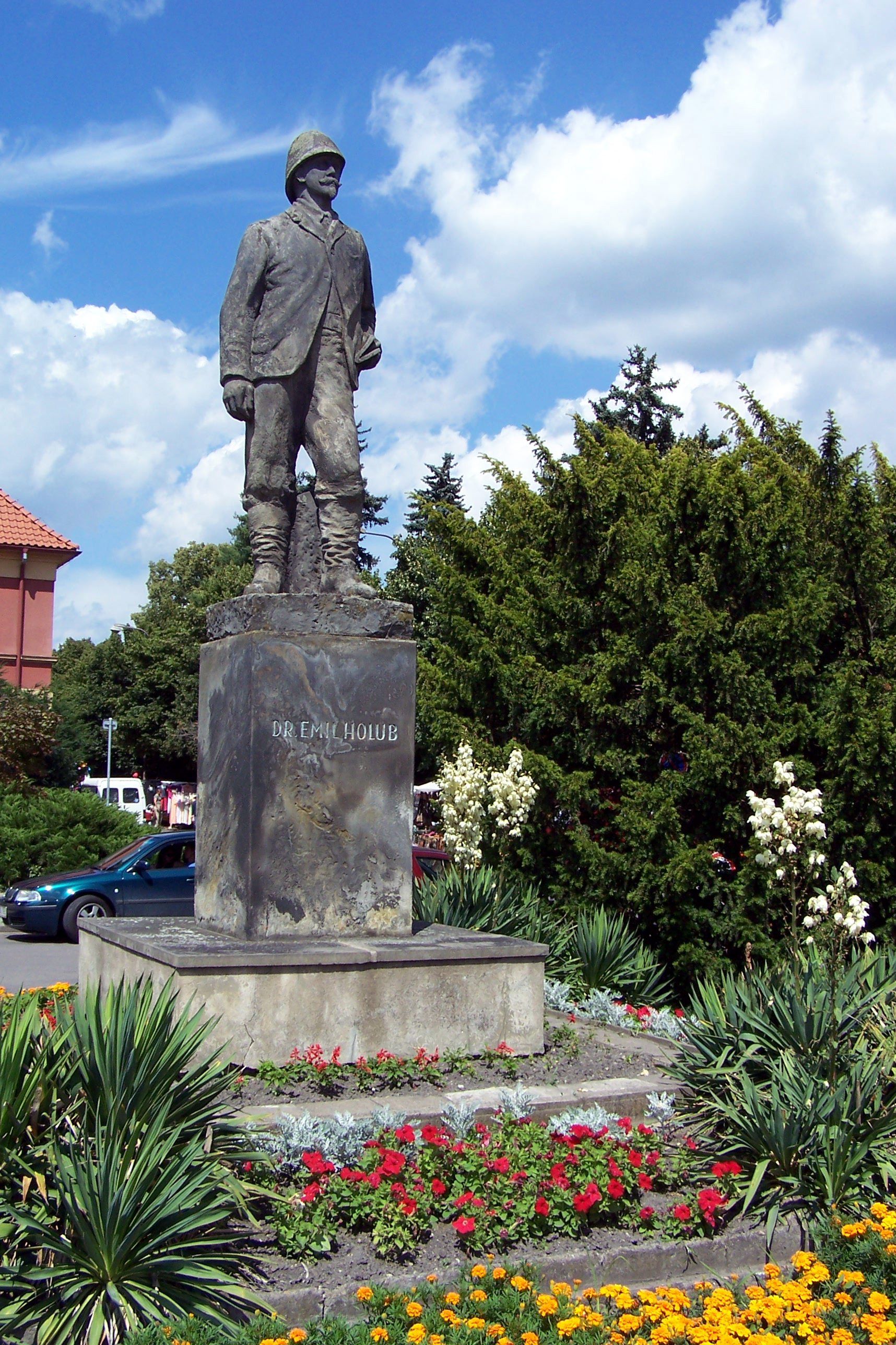
Emil Holub 1949-ben felállított szobra Holicében, Jindřich Soukup alkotása
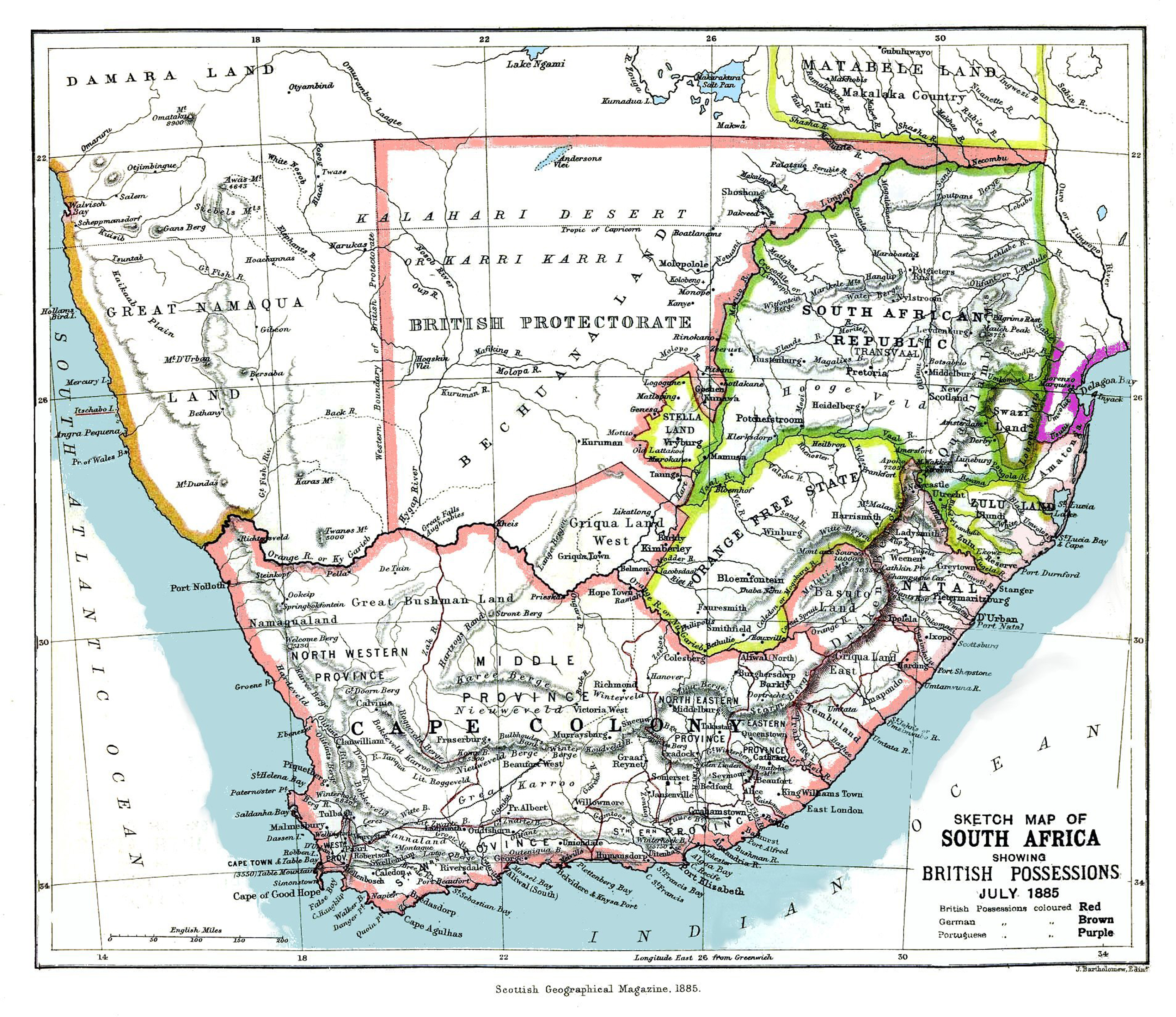
Dél-Afrika 1885-ben. Afrika történeti térképei

## Fordítás
- Ez a szócikk részben vagy egészben  az   Emil Holub című cseh Wikipédia-szócikk ezen változatának fordításán alapul.  Az eredeti cikk szerkesztőit annak laptörténete sorolja fel. Ez a jelzés csupán a megfogalmazás eredetét és a szerzői jogokat jelzi, nem szolgál a cikkben szereplő információk forrásmegjelöléseként.
- Ez a szócikk részben vagy egészben  az   Emil Holub című német Wikipédia-szócikk ezen változatának fordításán alapul.  Az eredeti cikk szerkesztőit annak laptörténete sorolja fel. Ez a jelzés csupán a megfogalmazás eredetét és a szerzői jogokat jelzi, nem szolgál a cikkben szereplő információk forrásmegjelöléseként.